# Heugleville-sur-Scie
Heugleville-sur-Scie är en kommun i departementet Seine-Maritime i regionen Normandie i norra Frankrike. Kommunen ligger i kantonen Longueville-sur-Scie som tillhör arrondissementet Dieppe. År 2022 hade Heugleville-sur-Scie 654 invånare.

## Befolkningsutveckling
Antalet invånare i kommunen Heugleville-sur-Scie
| Referens: INSEE |